# Виндах
Виндах (њем. Windach) општина је у њемачкој савезној држави Баварска. Једно је од 31 општинског средишта округа Ландсберг ам Лех. Према процјени из 2010. у општини је живјело 3.625 становника. Посједује регионалну шифру (AGS) 9181146.

## Географски и демографски подаци
Виндах се налази у савезној држави Баварска у округу Ландсберг ам Лех. Општина се налази на надморској висини од 565–590 метара. Површина општине износи 24,8 km². У самом мјесту је, према процјени из 2010. године, живјело 3.625 становника. Просјечна густина становништва износи 146 становника/km².